# اچ‌ام‌اس ئی۱۴
اچ‌ام‌اس ئی۱۴ (به انگلیسی: HMS E14) یک زیردریایی کلاس ای بود که توسط ویکرز و باوو-این-فورنس ساخته‌شد. در طول جنگ جهانی اول، به دو تن از کاپیتانان آن نشان صلیب ویکتوریا اعطا شد و بسیاری از افسران و مردان آن نیز نشان افتخار دریافت کردند. اچ‌ام‌اس ئی۱۴ در تاریخ ۱۴ دسامبر ۱۹۱۴ ساخته‌شد و در ۱۸ نوامبر ۱۹۱۴ به بهره‌برداری رسید. بدنه آن ۱۰۵۷۰۰ پوند قیمت داشت. این زیردریایی در ۲۸ ژانویه ۱۹۱۸ توسط گلوله‌های باتری‌های ساحلی در داردانل غرق شد.